# 241090 Nemet
241090 Nemet è un asteroide della fascia principale. Scoperto nel 2006, presenta un'orbita caratterizzata da un semiasse maggiore pari a 3,0558460 UA e da un'eccentricità di 0,1787066, inclinata di 12,23994° rispetto all'eclittica.